# خلیل‌الله طالقانی
خلیل الله طالقانی عارف و شاعر و خطاط عصر صفویه که مدتی در اصفهان میزیست و در حدود ۳۰ سال در آن شهر گوشه نشینی اختیار نمود و از مشایخ صوفیه به شمار می‌آمد و ۷۰ جلد کتاب بخط خود نوشته و آن را بر طلاب وقف نمود.

## آثار
آثار مهم او عبارتند از: 
- زاد السبیل
- رساله در علم مناظره
- ترجمه متن کافیه ابن حاجب